# Roland Rixecker
Roland Rixecker (* 16. Mai 1951 in Völklingen) ist ein deutscher Jurist.

## Leben
Rixecker studierte Rechtswissenschaften und Betriebswirtschaftslehre an der Universität des Saarlandes. Seine juristischen Staatsexamina legte er 1974 und 1976 ab. 1983 wurde er in Saarbrücken mit der Dissertation Der Schutz des Einzelnen im Rahmen der Mitbestimmung in personellen Angelegenheiten promoviert. Nach mehrjähriger Tätigkeit als Richter am Landgericht Saarbrücken war er von 1984 bis 1985 wissenschaftlicher Mitarbeiter am III. Zivilsenat des Bundesgerichtshofs.
Im saarländischen Justizministerium bekleidete er von 1985 bis 1995 unter Arno Walter das Amt des Staatssekretärs. 1995 wurde er zum Präsidenten des Saarländischen Oberlandesgerichts sowie zum Präsidenten des Verfassungsgerichtshofs des Saarlandes ernannt. Die Universität des Saarlandes bestellte Rixecker zum Honorarprofessor für öffentliches Recht und Privatrecht. Im Frühjahr 2008 war er als möglicher Nachfolger von Winfried Hassemer als Vizepräsident des Bundesverfassungsgerichts im Gespräch.
Von 1995 bis 2016 war er Präsident des Oberlandesgerichts Saarbrücken. Nach seiner Ernennung zum Präsidenten des Saarländischen Oberlandesgerichts wurde Rixecker Vorsitzender des dortigen 5. Zivilsenats, dessen Rechtsprechung maßgeblich das Versicherungsrecht geprägt hat. Während dieser Zeit hat Rixecker als Mitglied der Reformkommission maßgeblich die Novellierung des Versicherungsvertragsrechts zum 1. Januar 2008 beeinflusst. Er ist zudem durch zahlreiche Veröffentlichungen auf dem Gebiet des Versicherungsrechts ausgewiesen: Unter anderem ist er Mitautor des Handbuchs des Versicherungsrechts sowie des Handkommentars zum Versicherungsvertragsrecht Römer/Langheid. Daneben kommentiert er regelmäßig Urteile mit versicherungsrechtlichem Schwerpunkt in der Zeitschrift für Schadensrecht, deren Mitherausgeber er ist. Außerdem ist er Mitherausgeber und Mitautor des Münchener Kommentars zum BGB. Dort kommentiert er das Allgemeine Persönlichkeitsrecht. Zudem ist Rixecker Mitherausgeber und Autor eines Kommentars zur Saarländischen Landesverfassung.
In seiner Funktion als Lehrbeauftragter und Honorarprofessor der Universität des Saarlandes ist Rixecker in der Unterweisung von Studenten befasst, die sich auf die 1. Staatsprüfung vorbereiten. Hierzu bietet er ein Repetitorium im Staats- und Verwaltungsrecht an, das Originalexamensklausuren zum Gegenstand hat. Als Mitglied des Landesprüfungsamtes für Juristen nimmt Rixecker regelmäßig mündliche Prüfungen sowohl im Bürgerlichen Recht wie auch im Staats- und Verwaltungsrecht ab.
Als SPD-Mitglied war Rixecker in verschiedenen Positionen im Ortsverein Völklingen tätig und gehörte auch dem Landesvorstand der Jusos an. Er war stellvertretender Vorsitzender der Bundesschiedskommission der SPD. Er ist Antisemitismus-Beauftragter der saarländischen Landesregierung.

## Ehrungen
- 2020: Goldene Ente[10]